# Verde Village

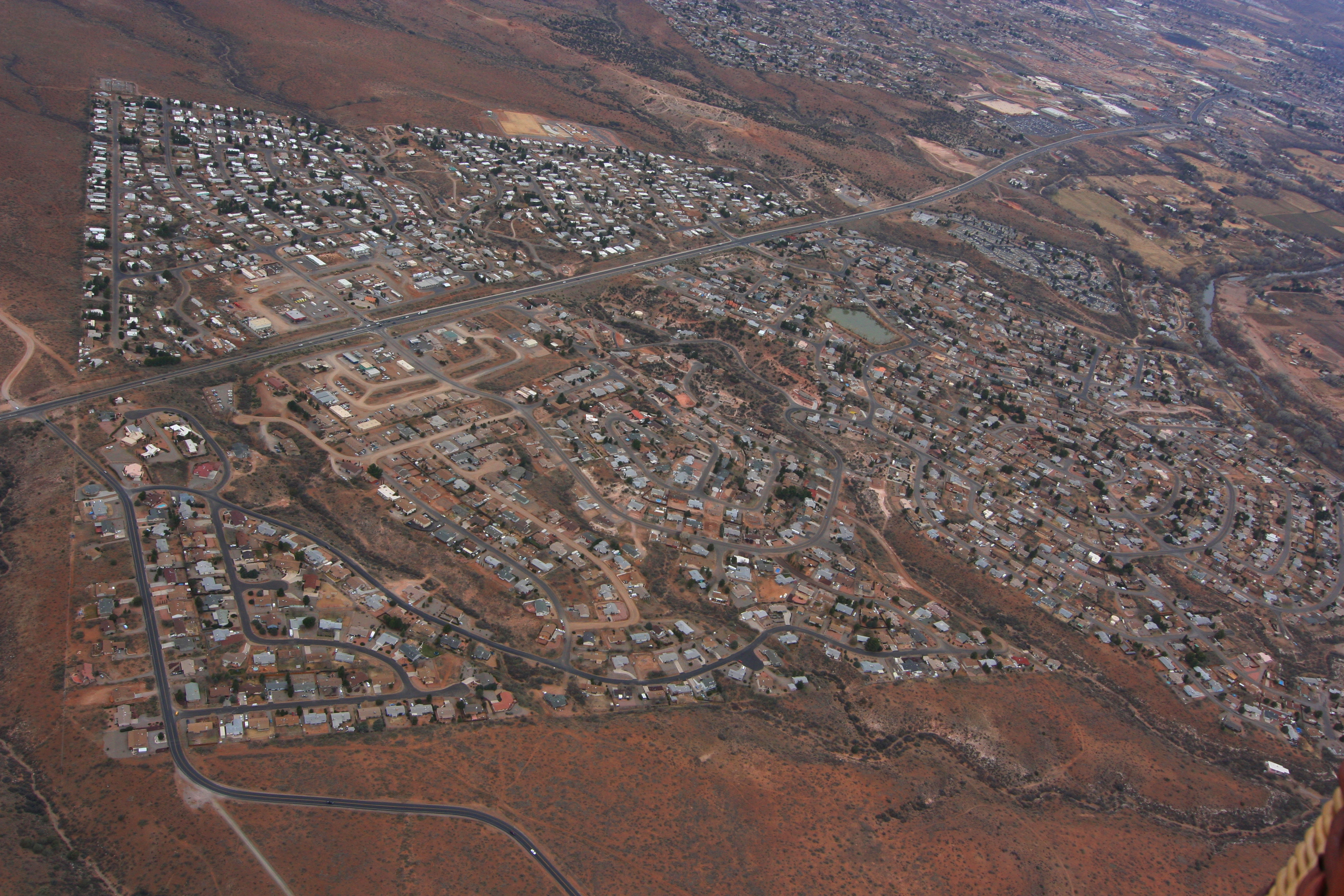
Vue aérienne de Verde Village en 2005

Verde Village est une census-designated place (CDP) située dans le comté de Yavapai dans l'État de l'Arizona aux États-Unis. La population y était de 10 610 habitants lors du recensement de 2000. L'endroit est lieu de retraite et une ville-dortoir pour la ville de Cottonwood.

## Annexe